# تپه شاهزاده محمود
تپه شاهزاده محمود مربوط به دوران‌های تاریخی پس از اسلام است و در شهرستان دلیجان، روستای و سقونقان واقع شده و این اثر در تاریخ ۱۱ دی ۱۳۸۰ با شمارهٔ ثبت ۴۶۰۷ به‌عنوان یکی از آثار ملی ایران به ثبت رسیده است.